# Buckingham-palota

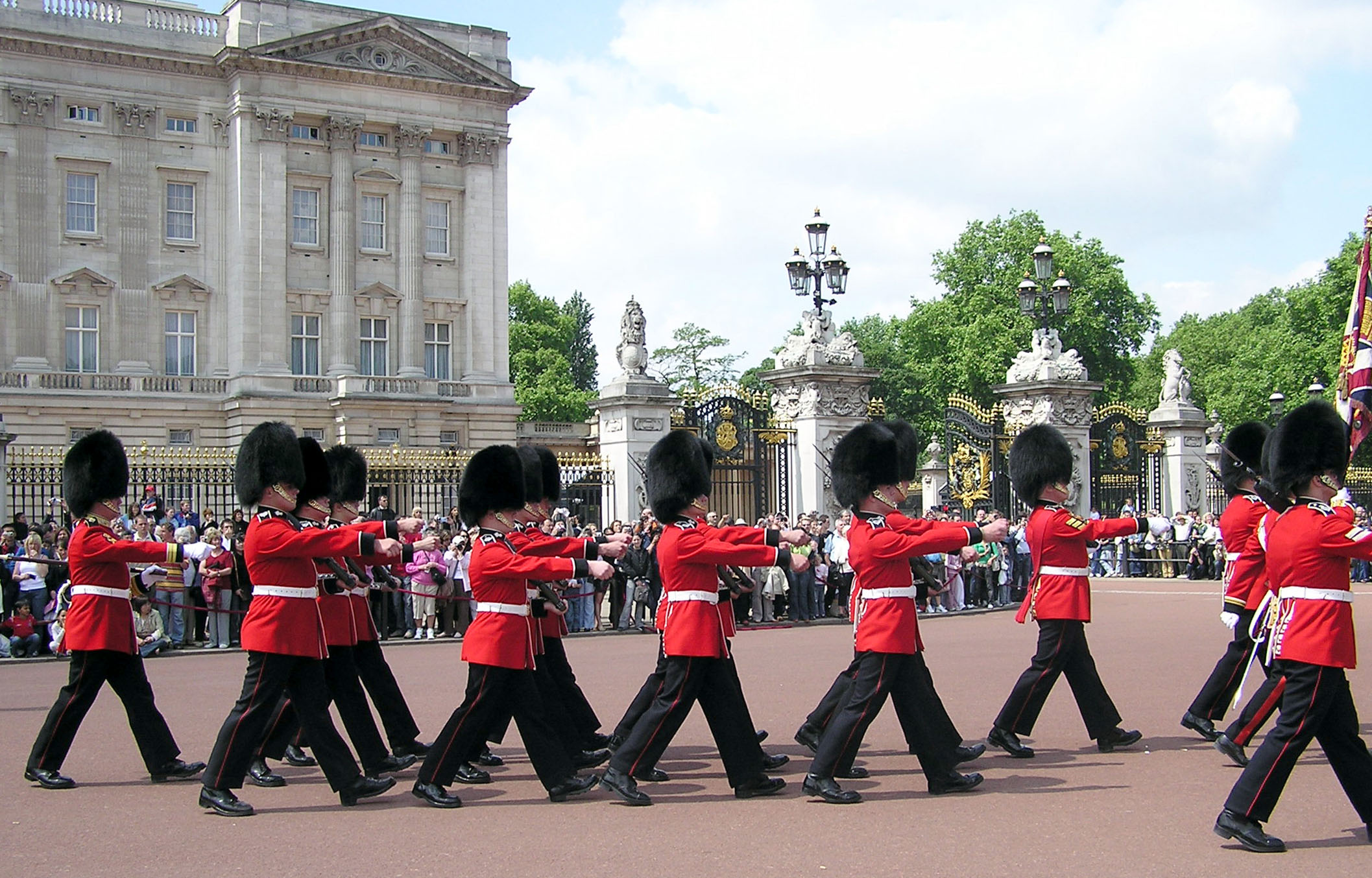
Az őrségváltás ceremóniája

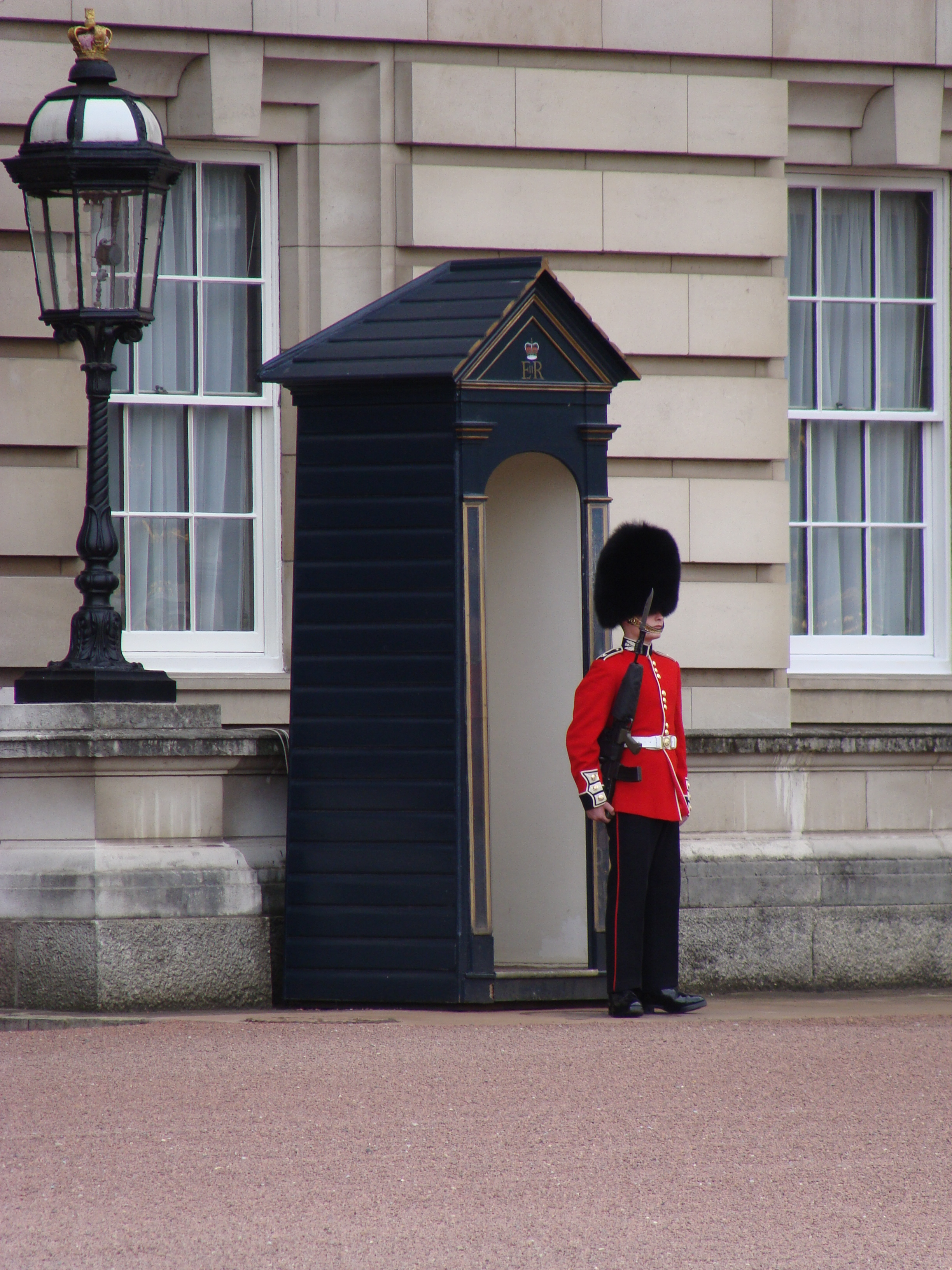
A Buckingham-palota őre

A Buckingham-palota (Buckingham Palace) a brit uralkodó egyik rezidenciája, lakhelye.
A palota London belvárosában, Westminster városrészben található. Az épület állami alkalmak, uralkodói rendezvények helyszíne, valamint közkedvelt turistacélpont. A történelem során a palota a britek gyülekezőhelyeként szolgált ünnepek, vagy válsághelyzetek alkalmával.

## Története
Az épület eredeti neve Buckingham-ház (Buckingham House) volt. Az 1703-ban, Buckingham hercegének készült ház alkotja a mai palota alapját. 1761-ben III. György magánrezidenciája volt. Ekkor „A Királyné háza” (The Queen's House) néven volt ismert. A következő 75 év során az épületet megnövelték, kibővítették, elsősorban John Nash és Edward Blore építészek tervei alapján. A palotának ekkor már 3 szárnya, valamint egy központi udvara volt. 1837-ben a Buckingham-palota végül a királyi család hivatalos lakhelyévé vált. Az épületet utoljára a 19. század végén, a 20. század elején alakították át. Ekkor készült el a palota ma is ismert jellegzetes homlokzata. Az épületet olykor még ma is Buck House néven emlegetik.
A palota eredeti 19. századi belső tere még ma is látható. Az épület termei Sir Charles Long javaslatának megfelelően világos színekben pompáztak. Később VII. Eduárd brit király újradíszíttette a palotát, így a krém és arany színek kerültek előtérbe. Sok kisebb szoba berendezése kínai stílusban történt. A Buckingham-palota kertje a legnagyobb privát kert Londonban. Capability Brown tervezte, majd William Townsend Aiton és John Nash álmodták újra. A palota mesterséges tava 1828-ra készült el. Vízét a Hyde Park tavából, a Serpentine-tóból nyerik.
A palota apartmanjai alkotják a komplexum magját. Ezeket II. Erzsébet brit királynő és a család többi tagja rendszeresen használja. A Buckingham-palota egyike a világ legismertebb épületeinek; évente mintegy 50 000 látogatót fogad bankettek, díszvacsorák, kerti partik, illetve egyéb rendezvények alkalmából.

## Fordítás
- Ez a szócikk részben vagy egészben  a   Buckingham Palace című angol Wikipédia-szócikk fordításán alapul.  Az eredeti cikk szerkesztőit annak laptörténete sorolja fel. Ez a jelzés csupán a megfogalmazás eredetét és a szerzői jogokat jelzi, nem szolgál a cikkben szereplő információk forrásmegjelöléseként.